# Åke Gustaf Oxenstierna
Åke Gustaf Oxenstierna af Eka och Lindö, född 1 juni 1786 i Klara församling, Stockholm, död 29 april 1828 i Stockholm, var en svensk friherre och militär.

## Biografi
Åke Gustaf Oxenstierna af Eka och Lindö föddes 1786 i Klara församling, Stockholm. Han var son till hovmarskalken Sven Gabriel Oxenstierna af Eka och Lindö och Hedvig Charlotta Forsner. Oxenstierna blev 26 januari 1802 kadett vid Krigsakademien på Karlberg och utexaminerades 22 september 1804. Han blev därefter kornett vid Lätta livdragonregementet och 29 augusti 1804 kornett vid livgardet till häst. Oxenstierna blev 3 februari 1808 löjtnant vid Livgardet till häst och 13 december 1809 stabsryttmästare. Han blev 11 maj 1811 kammarherre hos drottningen och 28 juni 1814 överstelöjtnant i armén. Oxenstierna blev 10 mars 1818 major vid Livgardet till häst och 1818 kabinettskammarherre hos kung Karl XIV Johan. De 2 maj 1820 blev han överstelöjtnant vid Smålands dragonregemente, samt överste i Generalstaben. Han tog 3 april 1822 avsked från Smålands dragonregementet och blev 18 april 1826 tillförordnand överceremonimästare. Oxenstierna avled 1828 och begravdes i Klara kyrkas gravkor.
Oxenstierna deltog i Riksdagen 1809 i Stockholm och riksdagen 1812 i Örebro.